# バーナード・ダン
バーナード・ダン（Bernard Dunne、1980年2月6日 - ）は、アイルランドのプロボクサー。ダブリン出身。元WBA世界スーパーバンタム級レギュラー王者。

## 来歴
アイルランドでアマチュアボクシングを経験。
2001年12月19日、アメリカ合衆国でプロデビュー。
2005年からはアイルランドを拠点に活動。
2006年11月11日、EBUヨーロッパスーパーバンタム級王座を獲得。以後、2度の防衛に成功。
2007年8月25日、3度目の防衛戦で後のIBF世界スーパーバンタム級王者キコ・マルチネス（スペイン）と対戦し、1回TKO負けで王座から陥落。プロキャリア初黒星となった。
2009年3月21日、WBA世界スーパーバンタム級レギュラー王者リカルド・コルドバ（ パナマ）に挑戦し、11回に3度のダウンを奪いTKO勝ち。王座を獲得した。
2009年9月26日、地元アイルランドのダブリンでWBA世界スーパーバンタム級暫定王者のプーンサワット・クラティンデーンジム（ タイ）と団体内王座統一戦で対戦。3ラウンドKOで敗れて団体内王座統一に失敗し王座から陥落し、この試合を最後に引退した。

## 獲得タイトル
- WBA世界スーパーバンタム級レギュラー王座（防衛0度）